# Papa Paulo IV
Paulo IV, C.R , (em latim: Paulus IV), nascido Giovanni Pietro Carafa; (Capriglia Irpina, 28 de junho de 1476 – Roma, 18 de agosto de 1559) foi o 223.º Papa da Igreja Católica e Soberano dos Estados Papais de 23 de maio de 1555 até a data de sua morte.  Enquanto servia como núncio papal na Espanha, ele desenvolveu uma perspectiva antiespanhola que mais tarde coloriu seu papado. Uma parte dos Estados papais foi invadida pela Espanha durante seu papado e, em resposta a isso, ele pediu uma intervenção militar francesa. Para evitar um conflito ao mesmo tempo da Guerra da Itália de 1551 a 1559, o papado e a Espanha chegaram a um acordo com o Tratado de Caverna: As forças francesas e espanholas deixaram os Estados papais e o papa adotou uma posição neutra entre a França e a Espanha.
Carafa foi nomeado bispo de Chieti, mas renunciou em 1524 para fundar com São Caetano a Congregação dos Clérigos Regulares (Teatinos). Recordado em Roma e nomeado arcebispo de Nápoles, ele foi fundamental na criação da Inquisição Romana e se opôs a qualquer diálogo com o partido protestante emergente na Europa. Carafa foi eleito papa em 1555 por influência do cardeal Alessandro Farnese em face da oposição do imperador Carlos V. Seu papado foi caracterizado por um forte nacionalismo em reação à influência de Filipe II de Espanha e os Habsburgos. Ele obrigou os judeus de Roma a usar roupas distintas e a se limitarem a um gueto. A nomeação de Carlo Carafa como cardeal sobrinho prejudicou ainda mais o papado quando Paulo foi forçado a removê-lo do cargo após um escândalo. Ele reprimiu muitos abusos clericais em Roma, mas seus métodos eram vistos como severos. Paulo IV mandou prender algumas centenas dos marranos de Ancona; 50 foram condenados pelo tribunal da Inquisição e 25 deles foram queimados na fogueira. Paulo IV pode ser considerado o instigador de um dos períodos mais miseráveis da história dos judeus na Itália — o período dos guetos, que se arrastou por três séculos.

## Início da vida
Gian Pietro Carafa nasceu em Capriglia Irpina, perto de Avellino, em uma proeminente família nobre de Nápoles. Seu pai Giovanni Antonio Carafa morreu na Flandres Ocidental em 1516 e sua mãe Vittoria Camponeschi era filha de Pietro Lalle Camponeschi, 5.º Conte di Montorio, um nobre napolitano e esposa Dona Maria de Noronha, uma nobre portuguesa da Casa de Pereira.
Foi educado em Roma na casa de seu tio, o cardeal Carafa; adquiriu um conhecimento profundo de grego e hebraico; ele também estudou filosofia, teologia e direito canônico. Era fortemente escolástico e leitor de Tomás de Aquino.
Ingressou no estado clerical em 1494 e foi apresentado à corte papal naquele mesmo ano por seu tio, o cardeal. Seu tio obteve para ele o bispado quando ele tinha vinte anos, mas Giovanni recusou. Camareiro privado de Sua Santidade o Papa Alexandre VI, ca. 1500. Cânone do capítulo da catedral de Nápoles com dignidade de primicério, 1500. Cônego e reitor da igreja de S. Maria Amtesecula, Nápoles. Protonotário apostólico, 1503.

## Carreira

### Bispo
Eleito bispo de Chieti em 30 de julho de 1506; seu tio, Cardeal Carafa renunciou a sé em seu favor. Consagrado em 18 de setembro de 1506, em Roma, provavelmente pelo Cardeal Oliviero Carafa. Núncio do Papa Júlio II perante o rei Fernando de Espanha, que se encontrava em Nápoles para tomar posse daquele reino, 1506. Foi para Chieti em 1507. Presidente de uma das congregações do Quinto Concílio de Latrão, 1512.
Sob o Papa Leão X, Giovanni Pietro foi legado papal perante o rei Henrique VIII da Inglaterra, 1513-1514; conheceu Erasmo, que elogiou a erudição e a religiosidade do núncio. Visitou Bruxelas, convocado por Margarida da Áustria em busca de apoio para a sucessão ao trono aragonês-castelhano de Carlos I (futuro Sacro Imperador Romano Carlos V). Núncio extraordinário na Espanha, 1515-1519; a sua residência em Espanha acentuou a forte antipatia que sentia pelo domínio espanhol sobre a sua terra natal. Nomeado para a sé metropolitana de Brindisi et Oria pelo imperador Carlos V, foi preconizado em 20 de dezembro de 1518. Estava muito comprometido com a reforma da igreja e combinou uma vida ascética com ideias humanistas e se correspondeu com Erasmo; mais tarde, ele abandonou suas simpatias humanistas em sua hostilidade à reconciliação com os luteranos.
Depois de retornar a Roma, Carafa ingressou no Oratório do Amor Divino em 1520. O Papa Adriano VI pediu-lhe que colaborasse em seu esforço de reforma da Igreja. Renunciou ao governo da sé Brindisi et Oria em 8 de agosto de 1524; persuadiu o Papa Clemente VII a permitir-lhe renunciar aos seus benefícios eclesiásticos e fundou os Clérigos Regulares Teatinos junto com Gaetano di Thiene e tornou-se seu primeiro superior. Após o saque de Roma em 1527, os Teatinos partiram para Veneza; quando o novo papa, Paulo III, foi eleito em 1534, ele os chamou de volta a Roma. Nomeado membro da comissão encarregada do projeto de reforma da corte papal. Ele tinha uma forte aversão ao domínio espanhol da sua terra natal e a sua política anti-espanhola renovou a guerra entre a França e os Habsburgos.

### Cardeal
Criado cardeal-presbítero no consistório de 22 de dezembro de 1536; recebeu o barrete vermelho e o título de São Pancrácio em 15 de janeiro de 1537. Foi um dos signatários do documento mais significativo para a reforma da igreja e a convocação do concílio, Consilium de emendanda ecclesia de janeiro de 1537. Optou pelo título de São Sisto, 24 de setembro de 1537. Nomeado com outros oito cardeais para uma comissão para preparar um concílio geral, 7 de janeiro de 1538. Nomeado com outros onze cardeais para uma comissão para a reforma da Cúria Romana e dos seus funcionários, 27 de agosto de 1540. Camerlengo do Sagrado Colégio dos Cardeais, 10 de janeiro de 1541 a 9 de janeiro de 1542. Optou pelo título de São Clemente, 6 de julho de 1541. Nomeado inquisidor geral quando o papa reconstituiu o Tribunal da Inquisição, 1542. Por uma bula de 5 de janeiro de 1543, o papa deu-lhe faculdades para reformar a Cúria Romana. Optou pelo título de Santa Maria in Trastevere, 24 de setembro de 1543.
Cardeal Carafa foi promovido a ordem dos cardeais-bispos e a sé suburbana de Albano, 17 de outubro de 1544. Nomeado pelo Papa para o concílio geral, 2 de novembro de 1544. Passou para a sé suburbana de Sabina em 8 de outubro de 1546. Transferido para a sé metropolitana de Nápoles, em 23 de fevereiro de 1549; foi-lhe concedida novamente a sé de Nápoles no consistório de 9 de novembro de 1549, após a transferência do cardeal Ranuccio Farnese, OSIo.Hieros., administrador da sé, para Ravena; o Sacro Imperador Romano Carlos V, também Rei Carlos I de Espanha, desconfiava dele e dificultou ao novo arcebispo a manutenção dos seus direitos episcopais; não conseguiu tomar posse da sé, julho de 1550. Participou do conclave de 1549-1550, que elegeu o Papa Júlio III. Nomeado para a sé suburbana de Frascati em 28 de fevereiro de 1550. Passou para a sé suburbana de Porto e Santa Rufina, em 29 de novembro de 1553. Vice-reitor do Sagrado Colégio dos Cardeais. Passou para a sé suburbana de Ostia e Velletri, própria do decano do Sagrado Colégio dos Cardeais, em 11 de dezembro de 1553. Participou do primeiro conclave de 1555 , que elegeu o Papa Marcelo II.

### Eleição como papa
Ele foi uma escolha surpresa como papa para suceder ao Papa Marcelo II (1555); seu caráter severo e inflexível, combinado com sua idade avançada e patriotismo italiano, significavam que, em circunstâncias normais, ele teria recusado a honra. Ele aceitou aparentemente porque o imperador Carlos V se opôs à sua adesão.

## Papado
Como papa, seu nacionalismo era uma força motriz; ele usou o escritório para preservar algumas liberdades diante da ocupação estrangeira quádrupla. Como o papa Paulo III, ele era um inimigo da família Colonna. Seu tratamento com Giovanna d'Aragona, que se casara com essa família, chamou mais comentários negativos de Veneza. Isso porque ela era patrona de artistas e escritores.
Paulo IV ficou descontente com os franceses que assinaram uma trégua de cinco anos com a Espanha em fevereiro de 1556 (em meio à Guerra da Itália de 1551-1559) e instou o rei Henrique II a se juntar aos Estados papais em uma invasão da Nápoles espanhola. Em 1 de setembro de 1556, o rei Filipe II respondeu invadindo preventivamente os Estados papais com 12 000 homens sob o duque de Alba, mas as forças francesas que se aproximavam do norte foram derrotadas e forçadas a se retirar em Civitella em agosto de 1557. Os exércitos papais foram ficou exposto e foi derrotado, com tropas espanholas chegando aos limites de Roma. Por medo de outro saque de Roma, Paulo IV concordou com a exigência do duque de Alba de que os Estados papais declarassem neutralidade. Carlos V criticou o acordo de paz por ser excessivamente generoso com o papa.
Como cardeal-sobrinho, Carlo Carafa se tornou o principal conselheiro político de seu tio. Tendo aceitado uma pensão dos franceses, o cardeal Carafa trabalhou para garantir uma aliança francesa. O irmão mais velho de Carlo, Giovanni, foi nomeado comandante das forças papais e duque de Paliano depois que a Colonna pró-espanhola foi privada dessa cidade em 1556. Outro sobrinho, Antonio, recebeu o comando da guarda papal e fez o marquês de Montebello. Sua conduta tornou-se notória em Roma. No entanto, no final da guerra desastrosa com Filipe II da Espanha na guerra italiana de 1551-1559 e depois de muitos escândalos, em 1559 o papa desonrou publicamente seus sobrinhos e os baniu de Roma.
Com a Reforma Protestante, o Papado exigiu que todos os governantes católicos romanos considerassem os governantes protestantes como hereges, tornando seus reinos ilegítimos sob o direito internacional consuetudinário. Consequentemente, os monarcas católicos da Europa consideravam a Irlanda um feudo feudal do papado, a ser concedido a qualquer soberano católico que conseguisse garantir o recém-estabelecido Reino da Irlanda do controle de seus monarcas protestantes. Paulo IV emitiu uma bula papal em 1555, Ilius, por quem Reges reinante, reconhecendo Filipe e Maria como rei e rainha da Inglaterra e seus domínios, incluindo a Irlanda. Ele também irritou as pessoas na Inglaterra insistindo na restituição de propriedades confiscadas durante a dissolução e rejeitou a reivindicação de Elizabeth I da Inglaterra à Coroa.
Paulo IV se opôs violentamente ao liberal Cardeal Giovanni Morone, a quem ele suspeitava fortemente de ser um protestante oculto, tanto que o prendeu. A fim de impedir Morone de sucedê-lo e impor suas crenças protestantes na Igreja, o Papa Paulo IV codificou a Lei Católica, excluindo hereges e não católicos de receberem ou se tornarem legitimamente papa, conforme a bula Cum ex apostolatus officio.
Paulo IV era rigidamente ortodoxo, austero na vida e autoritário. Ele afirmou a doutrina católica de extra Ecclesiam nulla salus ("Fora da Igreja não há salvação"). Ele usou o Santo Ofício para suprimir o Spirituali, um grupo católico considerado herético. O fortalecimento da Inquisição continuou sob Paulo IV, e poucos podiam se considerar seguros em virtude da posição em seu esforço para reformar a Igreja; até os cardeais de quem ele não gostava podem ser presos. Ele nomeou o inquisidor Michele Ghislieri, o futuro Papa Pio V , para o cargo de Inquisidor Supremo, apesar do fato de como Inquisidor de Como, as perseguições de Ghislieri terem inspirado uma rebelião em toda a cidade, forçando-o a fugir com medo por sua vida.

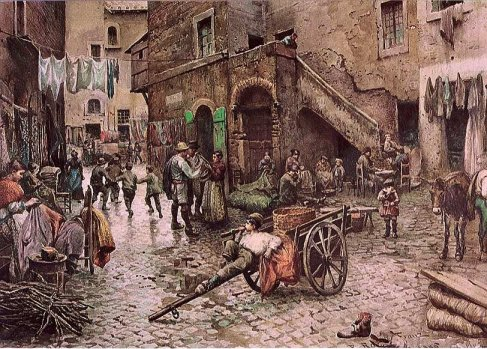
Vicolo Capocciuto, gueto romano por Franz Roesler c.1880

Em 17 de julho de 1555, Paulo IV publicou uma das bulas papais mais infames da história da Igreja. A bula, Cum Nimis Absurdum (o título surgiu da frase de abertura "Como é absurdo") ordenou a criação de um gueto judeu em Roma. O papa estabeleceu suas fronteiras perto da Rione Sant'Angelo, uma área onde um grande número de judeus já residia, e ordenou que se isolassem do resto da cidade. Um único portão, trancado todos os dias ao pôr do sol, era o único meio de chegar ao resto da cidade. Os próprios judeus foram obrigados a pagar todos os custos de projeto e construção relacionados ao projeto, que totalizaram aproximadamente 300 escudos. A bula restringia os judeus de outras maneiras também. Eles foram proibidos de ter mais de uma sinagoga por cidade — levando, somente em Roma, à destruição de sete locais de culto "excessivos". Todos os judeus foram forçados a usar chapéus judeus judeus distintos, especialmente fora do gueto, e foram proibidos de comercializar tudo, exceto comida e roupas de segunda mão. Cristãos de todas as idades foram encorajados a tratar os judeus como cidadãos de segunda classe; para um judeu desafiar um cristão era convidar punições severas, muitas vezes nas mãos de uma multidão. No final do reinado de cinco anos de Paulo IV, o número de judeus romanos havia caído pela metade. No entanto, seu legado antissemita durou mais de 300 anos: o gueto que ele estabeleceu deixou de existir apenas com a dissolução dos Estados papais em 1870. Suas paredes foram derrubadas em 1888.
Segundo Leopold von Ranke, uma austeridade rígida e um fervoroso zelo pela restauração de hábitos primitivos se tornaram a tendência dominante de seu papado. Os monges que deixaram seus mosteiros foram expulsos da cidade e dos Estados papais. Ele não toleraria mais a prática pela qual um homem havia sido autorizado a usufruir das receitas de um escritório ao delegar seus deveres a outro.
Todos os pedidos eram proibidos. Até a coleta de esmolas para as missas, que já havia sido feita pelo clero, foi interrompida. Uma medalha foi feita representando Cristo expulsando os cambistas do Templo. Paulo IV implementou uma reforma do governo papal destinada a acabar com o tráfico de posições principais na Cúria. Todos os escritórios seculares, do mais alto ao mais baixo, foram designados para outros com base no mérito. Economias importantes foram feitas e os impostos foram remetidos proporcionalmente. Paulo IV estabeleceu um baú, do qual apenas ele possuía a chave, com o objetivo de receber todas as reclamações que alguém desejasse fazer.
Durante seu papado, a censura atingiu novos patamares. Entre seus primeiros atos como Papa, foi cortar a pensão de Michelangelo, e ele ordenou que os nus de O Último Julgamento na Capela Sistina fossem pintados de maneira mais modesta (um pedido que Michelangelo ignorou) (o início da folha de figueira do Vaticano). Paulo IV também introduziu o Index Librorum Prohibitorum ou "Índice de Livros Proibidos" a Veneza, então um estado comercial independente e próspero, a fim de reprimir a crescente ameaça do protestantismo. Sob sua autoridade, todos os livros escritos por protestantes foram banidos, juntamente com traduções em italiano e alemão da Bíblia latina.

### Judeus e conversos
Nos Estados papais, uma presença marrano era notável. Em Roma e, mais ainda, no porto de Ancona, eles prosperaram sob os papas benevolentes Papa Clemente VII (1523-1534), Papa Paulo III (1534-159) e Papa Júlio III (1550-1555). Eles até receberam uma garantia de que, se acusados de apostasia, estariam sujeitos apenas à autoridade papal. Mas Paulo IV (1555-1559), a voz da Contra-Reforma, deu-lhes um golpe irreparável quando retirou as proteções dadas anteriormente e iniciou uma campanha contra elas. Como resultado, 25 foram queimados na fogueira na primavera de 1556.

### Consistórios
Paulo IV criou 19 cardeais em quatro consistórios durante seu pontificado. O papa também fez de Michele Ghislieri, que mais tarde seria eleito o Papa Pio V, um cardeal.

## Morte
A saúde de Paulo IV começou a piorar em maio de 1559. Ele se reuniu em julho, realizando audiências públicas e participando de reuniões da Inquisição. Mas ele se envolveu em jejum, e o calor do verão o desgastou novamente. Ele estava acamado e, em 17 de agosto, ficou claro que ele não viveria. Cardeais e outros oficiais se reuniram ao lado de sua cama em 18 de agosto, onde Paulo IV pediu que elegessem um sucessor "justo e santo" e retivessem a Inquisição como "a própria base" do poder da Igreja Católica. Às 14h ou 15h, ele estava quase morto e morreu às 17h.
O povo de Roma não esqueceu o que sofreram por causa da guerra que ele provocara no Estado. Multidões de pessoas se reuniram na Piazza del Campidoglio e começaram a se revoltar antes mesmo da morte de Paulo IV. Sua estátua, erigida antes do Campidoglio meses antes, tinha um chapéu amarelo colocado (semelhante ao chapéu amarelo que Paulo IV forçou os judeus a usar em público). Após um julgamento simulado, a estátua foi decapitada. Foi então jogada no Tibre.
A multidão invadiu as três prisões da cidade e libertou mais de 400 prisioneiros, depois invadiu os escritórios da Inquisição no Palazzo dell 'Inquisizone, perto da Igreja de San Rocco. Eles mataram o inquisidor, Tommaso Scotti, e libertaram 72 prisioneiros. Um deles foi o dominicano John Craig, que mais tarde foi colega de John Knox. As pessoas saquearam o palácio e o incendiaram (destruindo os registros da Inquisição). Nesse mesmo dia, ou no dia seguinte (os registros não são claros), a multidão atacou a Igreja de Santa Maria sobre Minerva. A intercessão de alguma nobreza local os dissuadiu de queimá-la e matar todos os que estavam lá dentro. No terceiro dia de tumultos, a multidão removeu o brasão da família Carafa de todas as igrejas, monumentos e outros edifícios da cidade.
A multidão dedicou a ele os seguintes pasquinata:

Carafa odiado pelo diabo e pelo céu
está enterrado aqui com seu cadáver apodrecido,
Erebus tomou o espírito;
ele odiava a paz na terra, nossa fé ele contestou.
ele arruinou a igreja e o povo, homens e céu ofendidos;
amigo traiçoeiro, suplicante do exército que foi fatal para ele.
Você quer saber mais? Pope era ele e isso basta.

Tais visões hostis não se suavizaram muito com o tempo; historiadores modernos tendem a ver seu papado como especialmente pobre. Suas políticas derivavam de preconceitos pessoais — contra a Espanha, por exemplo, ou os judeus — em vez de quaisquer objetivos políticos ou religiosos abrangentes. Em um período de precário equilíbrio entre católicos e protestantes, sua natureza contraditória fez pouco para retardar a disseminação destes últimos no norte da Europa. Seus sentimentos antiespanhóis alienaram os Habsburgos, sem dúvida os governantes católicos mais poderosos da Europa, e suas crenças pessoais ascéticas o deixaram fora de contato com os movimentos artísticos e intelectuais de sua época (ele costumava falar de caiar o teto de Sistina). Tal atitude reacionária alienou igualmente clérigos e leigos: o historiador John Julius Norwich o chama de "o pior papa do século XVI".
Quatro ou cinco horas após sua morte, o corpo de Paulo IV foi levado para a Cappella Paolina, no Palácio Apostólico. Estava em repouso e um coral cantou o Ofício dos Mortos na manhã de 19 de agosto. Os cardeais e muitos outros prestaram homenagem a Paulo IV ("beijou os pés do papa"). Os cânones da Basílica de São Pedro se recusavam a levar seu corpo para a basílica, a menos que recebessem o dinheiro e os presentes habituais. Em vez disso, os cânones cantaram o escritório habitual na Cappella del Santissimo Sacramento (Capela do Santíssimo Sacramento). O corpo de Paulo IV foi levado para a Capela Sistina no Palácio Apostólico às 6 da tarde.
O sobrinho de Paulo IV, cardeal-sobrinho Carlo Carafa, chegou a Roma no final de 19 de agosto. Preocupado com a possibilidade de os manifestantes invadirem e profanarem o cadáver do papa, às 22 horas o Cardeal Carafa enterrou o Papa Paulo IV sem cerimônia ao lado da Cappella del Volto Santo (Capela da Santa Face) em São Pedro. Seus restos mortais permaneceram lá até outubro de 1566, quando seu sucessor como papa, Pio V, os transferiu para Santa Maria sobre Minerva. Na capela fundada pelo tio e mentor de Paulo IV, cardeal Oliviero Carafa, um túmulo foi criado por Pirro Ligorio e os restos mortais de Paulo IV foram colocados nela.